# ASV Durlach
Der ASV Durlach 1902 ist ein Sportverein aus dem Karlsruher Stadtteil Durlach. Der Verein hat rund 400 Mitglieder in den Abteilungen Fußball, Lauftreff, Damengymnastik und Kampfsport. Die erfolgreichste Mannschaft stellen die in der Landesliga Mittelbaden spielenden Fußballer dar.

## Geschichte

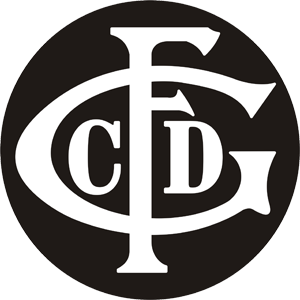
Logo des FC Germania Durlach

Der Verein wurde am 14. Mai 1902 als FC Germania Durlach gegründet und spielte ab 1933 in der damals zweitklassigen Fußball-Bezirksklasse Mittelbaden. Nach der Auflösung 1945 und durch den Zusammenschluss mit weiteren Durlacher Sportvereinen (VfR, Turnerschaft, TG Durlach, Schwimmverein) am 9. September 1945 entstand der
ASV Durlach. Bereits im Februar 1946 spaltete sich die Turnerschaft wieder ab, im Jahr darauf schloss sich der Tennisclub dem ASV an.
In den Nachkriegsjahren hatte der ASV Durlach auch seine fußballerisch erfolgreichste Zeit. 1950 stieg man in die 2. Oberliga Süd auf und konnte sich dort bis 1955 halten. In der Folgezeit spielte der ASV Durlach meist in der 1. und 2. Amateurliga. Zwischenzeitlich erfolgte sogar der Fall bis hinab in die A-Klasse (1961/62). Unter Trainer Kurt „Kaddel“ Ehrmann und mit finanzieller Unterstützung des Mäzens Hermann Terbrak gelang der Mannschaft, für die auch Rolf Bierhoff auflief, für zwei Jahre (von 1965 bis 1967) die Rückkehr in die Amateurliga Baden. Darauf folgte erneut ein Absturz in die Kreisliga.
Erst ab Ende der 1980er-Jahre konnte der Verein mit der Rückkehr in die Verbandsliga Nordbaden wieder etwas an die Erfolge vergangener Tage anknüpfen. In den Jahren 1993 und 2005 erreichte man die Meisterschaft in der Verbandsliga und den damit verbundenen Aufstieg in die Oberliga Baden-Württemberg.
Nach dem sofortigen Abstieg aus der Oberliga in der Saison 2005/06 spielte der Verein in der Verbandsliga Baden. Dort konnte er in der Runde 2007/08 erneut die Meisterschaft erzielen und spielte wieder in der baden-württembergischen Oberliga. Daneben gewann der ASV Durlach 2008 den badischen Pokalwettbewerb (BFV-Hoepfner-Cup) und qualifizierte sich damit für den DFB-Pokal. Dort traf der Verein am 10. August 2008 in der ersten Hauptrunde auf Arminia Bielefeld (1:2).
Rainer Krieg, der seit der Saison 2009/10 Trainer war, trat nach dem Spiel am vorletzten Spieltag der Saison 2010/11 zurück. Die bereits als Absteiger feststehende Mannschaft verlor auswärts beim FC Nöttingen mit 1:9. Ende 2012 geriet der Verein an den Rand der Insolvenz und stieg 2012/13 über die Relegation auch aus der Verbandsliga ab. Ein Ausschuss aus einem Dutzend langjähriger Vereinsmitglieder sanierte den Verein und richtete ihn neu aus. Im Jahre 2013 wurde der Förderverein PRO ASV gegründet, im Herbst desselben Jahres das Clubhaus wiedereröffnet. Am Ende der Saison 2013/14 verpasste der ASV den Wiederaufstieg in die Verbandsliga als Tabellenzweiter der Landesliga erneut in der Relegation. Ein Jahr später, im Mai 2015, gelang als Landesligameister die Rückkehr in die Verbandsliga. 2018 ging es in die Landesliga zurück und 2019 folgte der Abstieg als Tabellenletzter in die Kreisliga Karlsruhe. Am Ende der Saison 2021/22 stieg man als Tabellenerster – im Jubiläumsjahr „120 Jahre ASV Durlach“ – in die Landesliga Mittelbaden auf.

## Erfolge
- Zugehörigkeit zur 2. Oberliga Süd 1950 bis 1955
- Meister Verbandsliga Nordbaden 1993, 2005, 2008
- Meister 2. Amateurliga 1960, 1965, 1969
- Meister Landesliga Mittelbaden 2015
- Meister Bezirksliga 1986
- Meister Kreisliga 2022
- Kreispokalsieger 1949, 1975, 1987, 1989, 2021, 2022
- BFV-Hoepfner-Pokalsieger 2008

## Stadion

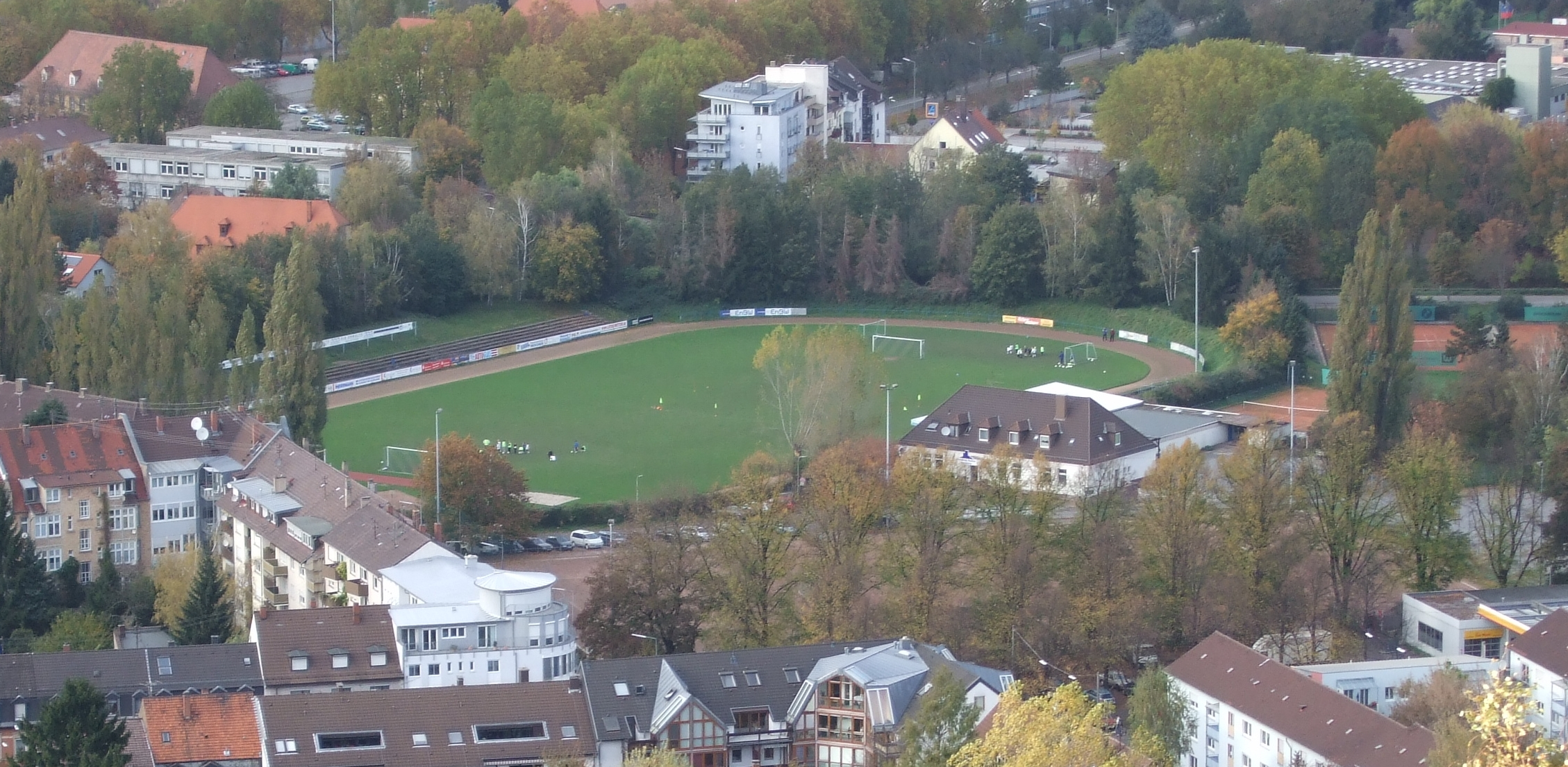
Gelände des ASV Durlach

Der ASV Durlach trägt seine Heimspiele im 8000 Zuschauer fassenden Turmbergstadion aus. Rekordbesuch im 1948 errichteten Stadion war am 17. Mai 1948. Das Einweihungsspiel gegen den 1. FC Kaiserslautern (Ergebnis 4:5, davon vier Tore von Fritz Walter) sahen 12.000 Zuschauer. Dieser Rasenplatz hat eine überdachte Stehtribüne für 300 Zuschauer.
Neben dem Stadion verfügt das Sportgelände des Vereins über einen Parkplatz hinter dem Rasenplatz und einen Rasenplatz mit Flutlicht.